# Isaac Makwala
Isaac Makwala (Tutume, 24 september 1985) is een atleet uit Botswana. Hij is gespecialiseerd in de sprint en nam driemaal deel aan de Olympische Spelen, bij welke gelegenheden hij eenmaal een bronzen medaille veroverde.

## Biografie
Makwala werd in 2012 Afrikaans kampioen op de 400 m in een tijd van 45,25 s. In 2014 prolongeerde hij zijn titel in een tijd van 44,23. In augustus 2012 nam Makwala een eerste keer aan de Olympische Spelen. Op de 400 m werd hij uitgeschakeld in de reeksen. Op 5 juli 2015 verbeterde hij zijn record op de 400 m naar 43,72, op dat moment een Afrikaans record.
Ook in 2016 kon Makwala zich kwalificeren voor de Olympische Spelen in Rio de Janeiro. Dit keer sneuvelde hij in de halve finale van de 400 m. Samen met Karabo Sibanda, Onkabetse Nkobolo en Leaname Maotoanong liep Makwala naar de vijfde plaats op de 4 × 400 m estafette. Tijdens de slotceremonie van deze Olympische Spelen mocht Makwala de Botswaanse vlag dragen.
Op 14 juli 2017 werd Makwala de eerste man in de geschiedenis die op dezelfde dag de 200 m en de 400 m respectievelijk onder 20 seconden en 44 seconden liep. Op de wereldkampioenschappen van 2017 mocht hij door een virus niet starten voor de finale van de 400 m en de kwartfinale voor de 200 m. Die kwartfinale liep hij nadien in zijn eentje. Omdat hij sneller liep dan 20,53, plaatste hij zich voor de halve finales. In de finale werd hij uiteindelijk zesde in 20,44. In 2018 was Makwala de snelste in de finale van de 400 m op de Gemenebestspelen. Samen met zijn landgenoten Leaname Maotoanong, Baboloki Thebe en  Onkabetse Nkobolo won Makwala ook de 4 × 400 m.
In 2021 nam Makwala deel aan de uitgestelde Olympische Spelen van 2020 in Tokio. Op de 400 m liep hij naar de zevende plaats, zijn beste individuele resultaat op de Olympische Spelen. Als startloper van het Botswaanse kwartet in de finale van de 4 × 400 m liep Makwala aan tezamen met Baboloki Thebe, Zibane Ngozi en Bayapo Ndorinaar naar een bronzen medaille, de tweede olympische medaille voor Botswana in de olympische geschiedenis.

## Titels
- Afrikaans kampioen 400 m - 2012, 2014
- Afrikaans kampioen 4 × 400 m - 2014
- Afrikaanse Spelen kampioen 400 m - 2015
- Gemenebestkampioen 400 m - 2018
- Gemenebestkampioen 4 × 400 m - 2018
- Botswaans kampioen 100 m - 2014
- Botswaans kampioen 200 m - 2014, 2021
- Botswaans kampioen 400 m - 2019

## Persoonlijke records
Outdoor
| Onderdeel | Prestatie         | Datum        | Plaats            |
| --------- | ----------------- | ------------ | ----------------- |
| 100 m     | 10,20             | 3 mei 2014   | Gaborone          |
| 200 m     | 19,77             | 14 juli 2017 | Madrid            |
| 400 m     | 43,72 (ex-AR; NR) | 5 juli 2015  | La Chaux-de-Fonds |

## Palmares

### 200 m
- 2013: 5e in serie WK - 20,84 s
- 2014: 6e IAAF Continental Cup - 20,49 s
- 2014:  Afrikaanse kamp. - 20,51 s
- 2017: 6e WK - 20,44 s

Diamond League-podiumplaatsen
- 2021:  Bislett Games - 20,61 s

### 400 m
- 2007: 7e in ½ fin. Afrikaanse Spelen - 47,02 s
- 2008:  Afrikaanse kamp. - 45,64 s
- 2009: 5e in serie WK - 46,45 s
- 2010: 5e in ½ fin. Afrikaanse kamp. - 46,92 s
- 2010: 6e in ½ fin. Gemenebestspelen - 45,57 s
- 2011: 7e Afrikaanse Spelen - 46,78 s
- 2012: 4e in serie OS - 45,67 s
- 2012:  Afrikaanse kamp. - 45,25 s
- 2014:  IAAF Continental Cup - 44,84 s
- 2014: 3e in ½ fin. Gemenebestspelen - 45,57 s
- 2014:  Afrikaanse kamp. - 44,23 s
- 2015: 5e WK - 44,63 s
- 2015:  Afrikaanse Spelen - 44,35 s
- 2016: 4e Afrikaanse kamp. - 46,58 s
- 2016: 8e in ½ fin. OS - 46,60 s
- 2017: DNS finale WK
- 2018:  Gemenebestspelen - 44,35 s
- 2019: 4e in ½ fin. Afrikaanse Spelen - 46,55 s
- 2021: 7e OS - 44,94 s

Diamond League-podiumplaatsen
- 2014:  Glasgow Grand Prix - 44,71 s
- 2014:  Herculis - 44,90 s
- 2014:  Birmingham Grand Prix - 45,02 s
- 2014:  - Weltklasse Zürich - 45,03 s
- 2016:  Meeting International Mohammed VI d'Athlétisme de Rabat - 45,38 s
- 2016:  Prefontaine Classic - 45,37 s
- 2016:  Golden Gala - 44,85 s
- 2016:  British Grand Prix (atletiek) - 44,97 s
- 2017:  Herculis - 43,84 s
- 2017:  Athletissima - 44,08 s
- 2017:  - Weltklasse Zürich - 43,95 s
- 2018:  Doha Diamond League - 44,92 s
- 2018:  Diamond League Shanghai - 44,23 s
- 2021:  Memorial Van Damme - 44,83 s

### 4 × 400 m
- 2007:  Afrikaanse Spelen - 3.03,16
- 2007: 7e in serie WK - 3.05,96
- 2008: 4e Afrikaanse kamp. - 3.06,54
- 2010:  Afrikaanse kamp. - 3.05,16
- 2010: 5e Gemenebestspelen - 3.04,65
- 2010: DSQ in serie WK indoor
- 2012: 5e in serie WK indoor - 3.13,21
- 2012: DSQ Afrikaanse kamp.
- 2013: 8e in serie WK - 3.05,74
- 2014:  Afrikaanse kamp. - 3.01,89
- 2014:  IAAF Continental Cup - 3.00,02
- 2015: 8e IAAF World Relays - 3.03,73
- 2015: 5e in ½ fin. WK - 2.59,95
- 2015:  Afrikaanse Spelen - 3.00,95
- 2016: 5e OS - 2.59,06
- 2017:  IAAF World Relays - 3.02,28
- 2018:  Gemenebestspelen - 3.01,78
- 2021:  IAAF World Relays - 3.04,77
- 2021:  OS - 2.57,27 (AR)